# Wiatr (raper)
Wiatr, właśc. Mateusz Wiatr (ur. 2 maja 1996 w Krakowie) – polski raper, piosenkarz, oraz autor tekstów.
Dużą popularność dał mu singel „Testarossa” który zdobył ponad 93 milionów wyświetleń w YouTube i status diamentowej płyty.

## Życiorys
Urodził się 2 maja 1996 w Krakowie. Swoją przygodę z muzyką zaczynał jako DJ grając w krakowskich klubach oraz lokalnych rozgłośniach radiowych.

## Dyskografia

### Albumy studyjne
| Rok  | Album                                | Certyfikat             | Sprzedaż       |
| ---- | ------------------------------------ | ---------------------- | -------------- |
| 2017 | Mati Wiatr - Data: 10 listopada 2017 |                        |                |
| 2021 | Koktajl Mixtape - Data: 8 lipca 2021 | - POL: platynowa płyta | - POL: 30 000+ |

### Single
| Tytuł                                                    | Certyfikat               |
| -------------------------------------------------------- | ------------------------ |
| „Wschód i zachód”                                        |                          |
| „Zapisz jako”                                            |                          |
| „Hallowen”                                               |                          |
| „Tasiemiec”                                              |                          |
| „Mati Wiatr”                                             |                          |
| „Deja vu”                                                |                          |
| „Blues”                                                  |                          |
| „Świętość”                                               |                          |
| „W idealnym świecie”                                     |                          |
| „Beverly Hills”                                          |                          |
| „Bomby”                                                  |                          |
| „Rayman” (gościnnie: ZetHa)                              |                          |
| „Szwy”                                                   |                          |
| „Sweetie” (gościnnie: Solar)                             |                          |
| „Banale” (gościnnie: Tymek)                              |                          |
| „Slow mo” (gościnnie: Tymek)                             | - ZPAV: platynowa płyta  |
| „Lemur”                                                  |                          |
| „Ikigai” (gościnnie: Kobik)                              |                          |
| „Po godzinach” (gościnnie: Qry)                          |                          |
| „Merkury”                                                |                          |
| „Meduza” (singel Rizi Beizeti)                           |                          |
| „Foxwood”                                                |                          |
| „AMG” (gościnnie: Tymin)                                 |                          |
| „Testarossa” (gościnnie: Sobel, be vis)                  | - ZPAV: diamentowa płyta |
| „Up&Down” (singel XL, gościnnie: Wiatr, Kubi Producent)  |                          |
| „Igio” (gościnnie: Trill Pem)                            |                          |
| „Tracę sygnał”                                           |                          |
| „Tornado” (gościnnie: Tede)                              |                          |
| „Koktajl” (singel be vis, gościnnie: Wiatr, Siles, Hubi) |                          |
| „Aura” (gościnnie: Groomee)                              |                          |
| „Moment” (gościnnie: Filipek, D7IWISH)                   |                          |